# NGC 7066
NGC 7066 este o galaxie spirală situată în constelația Pegas. A fost descoperită în 31 august 1886 de către Lewis A. Swift.